# Cratere Douglass (Marte)
Douglass è un cratere sulla superficie di Marte.
Il cratere è dedicato all'astronomo statunitense Andrew Ellicott Douglass.